# Daltónico (álbum)
Daltónico es el tercer álbum de estudio de la banda mexicana Enjambre. Se lanzó en el 28 de septiembre de 2010. Fue escrito en su mayoría por el vocalista Luis Humberto Navejas, aunque también cuenta con las participaciones de Julián y Rafael Navejas en «La duda» y «Makin' it back» —esta última es una canción escrita en inglés—. Se compone de trece canciones originales, del cual se extrajeron sencillos como «Visita» y «Dulce soledad». Se distribuyó por Universal Music México.
Con Daltónico la Asociación Mexicana de Productores de Fonogramas y Videogramas (AMPROFON) les otorgó doble disco de oro y platino por más de 240 000 copias vendidas.

## Antecedentes
Mientras aún eran un grupo independiente, EMI music los descubrió y los firmó a finales de 2009. En 2010, lanzaron su tercer álbum, Daltónico, que tuvo un gran éxito en todo el país.
Los sencillos «Dulce soledad» y «Visita» elevaron a Enjambre a las posiciones más altas de las listas de rock-pop en México, aunque también destacaron otros temas como «Cobarde», «Madrugada», «Enemigo» e «Intruso». Gracias a este álbum, debutaron en el Teatro Metropólitan y realizaron la Gira Daltónica, recorriendo la república mexicana y parte de Estados Unidos.

## Recepción
En el sitio web Rate Your Music recibió una puntuación de 3.6 sobre 5 estrellas.

## Lista de canciones
| N.º   | Título                     | Escritor(es)          | Duración |  |
| 1.    | «Cobarde»                  | Luis Humberto Navejas | 4:16     |  |
| 2.    | «Visita»                   | Luis Humberto Navejas | 3:42     |  |
| 3.    | «Cambiante»                | Luis Humberto Navejas | 3:08     |  |
| 4.    | «Dulce soledad»            | Luis Humberto Navejas | 3:42     |  |
| 5.    | «Sanguijuela»              | Luis Humberto Navejas | 3:04     |  |
| 6.    | «Eliza mi hortaliza»       | Luis Humberto Navejas | 3:55     |  |
| 7.    | «Makin' it back»           | Rafael Navejas        | 3:56     |  |
| 8.    | «Madrugada»                | Luis Humberto Navejas | 2:50     |  |
| 9.    | «Instruso»                 | Luis Humberto Navejas | 3:26     |  |
| 10.   | «La duda»                  | Julián Navejas        | 3:12     |  |
| 11.   | «Enemigo»                  | Luis Humberto Navejas | 3:52     |  |
| 12.   | «Ciencia de la lluvia»     | Luis Humberto Navejas | 3:50     |  |
| 13.   | «¿Cómo le llevo serenata?» | Luis Humberto Navejas | 3:18     |  |
| 46:19 |                            |                       |          |  |

| Daltónico Deluxe |                          |          |  |
| N.º              | Título                   | Duración |  |
| 14.              | «Tu yugular dulce hogar» | 2:52     |  |
| 15.              | «Amenaza»                | 3:18     |  |

| Daltónico Deluxe (DVD En Vivo) |                                           |          |  |
| N.º                            | Título                                    | Duración |  |
| 1.                             | «Dulce soledad»                           |          |  |
| 2.                             | «Estas dormida (con Alejandro Marcovich)» |          |  |
| 3.                             | «Eliza mi hortaliza»                      |          |  |
| 4.                             | «Enemigo»                                 |          |  |
| 5.                             | «Madrugada»                               |          |  |
| 6.                             | «Ciencia de la lluvia»                    |          |  |
| 7.                             | «Visita»                                  |          |  |
| 8.                             | «Cobarde»                                 |          |  |

| Daltónico Deluxe (Vídeos) |                          |          |  |
| N.º                       | Título                   | Duración |  |
| 1.                        | «Visita»                 |          |  |
| 2.                        | «Dulce soledad»          |          |  |
| 3.                        | «Tu yugular dulce Hogar» |          |  |

## Certificaciones
| País   | Organismo certificador | Certificación  | Ventas certificadas | Ref.   |
| ------ | ---------------------- | -------------- | ------------------- | ------ |
| México | AMPROFON               | 2x Oro+Platino | 240 000             | [ 10 ] |

## Historial de lanzamiento
| País   | Fecha                    | Formato(s)            | Sello                  | Ref.   |
| ------ | ------------------------ | --------------------- | ---------------------- | ------ |
| México | 28 de septiembre de 2010 | CD + Descarga digital | Universal Music México | [ 11 ] |